# Nepotism
Nepotism (av latinets nepos = barnbarn, nevö, avkomma), på svenska även kallat svågerpolitik, är favorisering av släktingar eller vänner, i affärslivet eller politiken, utan hänsyn till meriter. Nepotism när det inte är släktingar inblandade kan även kallas vänskapskorruption. Nepotism av olika slag är i praktik och princip motsatsen till meritokrati.
Företeelsen är känd sedan antiken. Särskilt ökänd var svågerpolitiken bland biskopar och påvar under medeltiden och renässansen. Den upplevde ett uppsving under påvarna Clemens V, Johannes XXII, Clemens VI och Innocentius VI. Sin kulmen upplevde den påvliga nepotismen mellan 1400-talet och 1600-talet, när påvesläktingar erhöll hela områden i Kyrkostaten som förläningar för att kunna upprätta egna furstendömen. Nepotism förbjöds slutligen i alla sina former av Innocentius XII 1692.
I aktuell politik ses exempel på nepotism när politiska, ekonomiska eller fackliga makthavare förser släktingar eller vänner med uppdrag som ger dem ekonomisk vinst eller andra fördelar. Det kan ske genom att konkurrensen i anbudsförfaranden utestängs eller genom att man ger de anhöriga förtur i bostadsköer och dylikt. Nepotism betraktas allmänt som en form av korruption.